# Thomas Pratl
Thomas Pratl (* 8. August 1990) ist ein ehemaliger österreichischer Fußballspieler und nunmehriger -trainer.

## Karriere

### Als Spieler
Pratl begann seine Karriere beim SC Pinkafeld. Zur Saison 2004/05 kam er in die AKA Burgenland. Zur Saison 2007/08 kehrte er nach Pinkafeld zurück. Für Pinkafeld kam er in drei Spielzeiten zu 25 Einsätzen in der fünftklassigen II. Liga. Nach der Saison 2009/10 verließ er den Klub. Zur Saison 2012/13 wechselte er nach zwei Jahren Pause dann zum SK Unterschützen, für den er siebenmal in der II. Liga spielte. Nach einer Spielzeit in Unterschützen beendete er seine Karriere.

### Als Trainer
Pratl trainierte zunächst in der Jugend seines Heimatklubs SC Pinkafeld und fungierte ab der Saison 2009/10 als Trainer der Reserve des Fünftligisten. Zur Saison 2010/11 übernahm er die Reserve der SV Oberwart. Zur Saison 2011/12 wurde er Jugendtrainer beim TSV Hartberg, den er nach einer Spielzeit wieder verließ. Zur Saison 2014/15 übernahm er den fünftklassigen USC Sonnhofen als Cheftrainer.
Nach einem halben Jahr in der Steiermark kehrte Pratl im Jänner 2015 zum viertklassigen SC Pinkafeld zurück, den er diesmal als Cheftrainer übernahm. Die Saison 2014/15 beendete er mit Pinkafeld als Elfter in der Landesliga Burgenland, die Saison 2015/16 als Zehnter. Im Mai 2017 trennte sich der Verein von Pratl. Zur Saison 2017/18 wurde er dann U-15-Trainer in der Akademie des FC Admira Wacker Mödling. Zur Saison 2020/21 rückte er zur U-16 auf, im Jänner 2022 übernahm er dann die U-18.
Zur Saison 2023/24 übernahm er die Profis des Zweitligisten. Unter seiner Führung wurde die Admira in der Saison 2023/24 Siebter. Zur Saison 2024/25 wurde er von Thomas Silberberger ersetzt.